# Oliarus dispar
Oliarus dispar är en insektsart som beskrevs av Frederick Arthur Godfrey Muir 1924. Oliarus dispar ingår i släktet Oliarus och familjen kilstritar. Inga underarter finns listade i Catalogue of Life.